# 鄭瑪諾
鄭瑪諾（てい マヌエル、1635年? - 1673年5月26日）は、マカオ出身のイエズス会司祭。1650年代から1660年代にかけてヨーロッパに滞在し、西洋の学問を身につけて帰国した。最初の中国人イエズス会司祭であり、17世紀に西洋を訪れた数少ない中国人のひとり。
「瑪諾」は洗礼名のマヌエルないしエマヌエルの音訳。西洋人には「Manuel de Sequeira」と呼ばれた。号は維信。

## 略歴
鄭瑪諾に関する文献はほとんど Rouleau (1959) によっている。それによれば、鄭瑪諾は父の代からのキリスト教徒で、ヨーロッパに行くアレクサンドル・ドゥ・ロードに連れられて1645年にマカオを出発した。まずアルメニアにあるドミニコ会の修道院にあずけられ、そこで半年学んだ後、1650年にローマに到達した。ローマ、ボローニャ、およびポルトガルのコインブラ大学で学び、1664年に司祭に叙階された。
1666年にリスボンを出発した。船には別の Nicolau da Fonseca というマカオ生まれの中国人（中国名不明）が同乗していた。1668年にマカオに戻ったが、当時の中国はキリスト教弾圧（康熙暦獄）が行われている最中だった。翌年ひそかに広州にはいった。弾圧が終了した後、1671年に北京に移ったが、1673年に病死した。